# Vlado Benko
Vladimir (Vlado) Benko (partizansko ime Leon), politolog in sociolog mednarodnih odnosov, univerzitetni profesor * 25. junij 1917, Videm ob Savi (zdaj del Krškega), † 7. julij 2011, Cerknica.

## Življenje in delo
Diplomiral je iz romanistike na ljubljanski Filozofski fakulteti in 1965 doktoriral iz pravnopolitičnih znanosti na Pravni fakulteti v Ljubljani ter se kot štipendist Fordove donacije strokovno izobraževal v ZDA (1963), pa tudi  v Franciji in na Švedskem. V narodnoosvobodilni borbi je sodeloval  kot član VOS od 1941, od 1944 pa na osvobojenem ozemlju. Po končani vojni je deloval v upravi državne varnosti (do 1946 v Beogradu, nato v Ljubljani kot vodja "referata za Angleže") in v diplomaciji (1952−61), mdr. kot 1. sekretar jugoslovanske ambasade v Stockholmu. Od leta 1961 je bil predavatelj na Visoki šoli za politične vede oz. kasnejši Fakulteti za sociologijo, politične vede in novinarstvo v Ljubljani, kjer je bil leta 1967 izvoljen za izrednega, 1973 pa za rednega profesorja za mednarodne odnose ter bil v letih 1967−1974 direktor šole oziroma (po 1970) prvi dekan fakultete, ki se je pod njegovim vodstvom in v dobršni meri tudi po njegovi zaslugi leta 1970 vključila v ljubljansko univerzo kot nova članica. Vrsto let je bil predsednik Slovenskega politološkega društva (1976−84), bil pa je tudi poslanec v republiški skuščini (1967−72). Zaradi političnih pritiskov na fakulteto v 70. letih je leta 1974 odstopil z mesta dekana in se upokojil že 1978, vendar je na dodiplomskem študiju predaval še vse do leta 1997. Udeležil se je številnih kongresov in znanstvenih srečanj tako doma kot v tujini ter predaval na več univerzah po svetu. Leta 1979 je bil imenovan za zaslužnega profesorja ljubljanske univerze, 1989 je dobil Kidričevo nagrado in 2002 srebrni častni znak svobode Republike Slovenije ter bil tudi nosilec partizanske spomenice 1941.
Benko je utemeljitelj znanosti o mednarodnih odnosih na Slovenskem; združil je zgodovinsko, sociološko in politološko analizo mednarodnega pojava v celovito obravnavo mednarodnih odnosov, zasnovano na zgodovinskem materializmu in na kritiki politične ekonomije. Še zlasti se je naslonil na sociološko koncepcijo mednarodnih odnosov, ki izhaja iz dela Raymonda Arona. Posvečal se je mdr. definiranju majhnih in velikih držav, politiki nevtralnosti in neuvrščenosti, pa tudi konceptualizaciji zuananje politike. Tako je izoblikoval sintetično teoretično disciplino mednarodnih odnosov kot eno izmed temeljnih področij politične znanost vzporedno z njenimi pionirji v svetu. Izsledke je strnil v temeljni knjigi - učbeniku Mednarodni odnosi (1977, 1987) (COBISS) in njenih treh kasnejših tematsko izpeljanih samostojnih monografijah: Zgodovina mednarodnih odnosov (1997), Znanost o mednarodnih odnosih (1997) in Sociologija mednarodnih odnosov (2000).
Njegov brat je bil novinar in zunanjepolitični komentator Dušan Benko (1919–2016), oče pa železniški uradnik, publicist, urednik in doktor filozofije Leopold Benko (1887–1965).

### monografije
- Temeljne črte mednarodnih odnosov od francoske revolucije do blokovske polarizacije (skripta, 1962, 1965)
- Uvod v teorijo mednarodnih odnosov (skripta, 1962)
- Družbeno ekonomski temelji zunanje politike Švedske in njena praktična stališča (doktorska disertacija, 1965, PF UL)
- Majhne (in srednje) države v sodobnih mednarodnih odnosih s posebnim ozirom na nerazvite države (raziskovalno poročilo, 1971)
- Razvoj mednarodne skupnosti: teze (učno gradivo, 1975)
- Mednarodni odnosi (skripta 1970; učbenik 1977; 1987 - 2. revidirana izdaja)
- Neuvrščenost kot mednarodnopolitična praksa: pregled rezultatov raziskovalnega dela, doseženih v obdobju 1981-85 (raziskovalno poročilo, RI FSPN, 1985)
- Analiza zunanje politike: merljivi in nemerljivi faktorji v zunanji politiki (s posebnim ozirom na Slovenijo) (raziskovalno poročilo, 1993)
- Zgodovina mednarodnih odnosov (1997, 2000-2.izd.)
- Znanost o mednarodnih odnosih (1997) (COBISS) (elektronska izdaja 2011: https://www.dlib.si/details/URN:NBN:SI:doc-BN6I7XW6)
- Sociologija mednarodnih odnosov (2000)
- Sociologija in teorija mednarodnih odnosov (2022, avtor uvodne študije Milan Brglez; biografsko-spominski zaključni del z več prispevki o njem; uredila Niko Toš in Milan Brglez)

### pomembnejši članki in razprave
- Majhne in srednje države v svetovni politiki (Teorija in praksa, let. 6, št. 2 / 1969, str. 183-194)
- Deseta obletnica desete fakultete ljubljanske univerze: Fakulteta za sociologijo, politične vede in novinarstvo: vloga, delovanje in program (Naši razgledi, l. 20, 8.10.1971: 474 (567, 601)
- Problemi znanosti o mednarodnih odnosih (Teorija in praksa 20/ št. 5 /1974, str. 605-21)
- Multinacionalne družbe v razredni strukturi mednarodne skupnosti (Teorija in praksa 12 /1975, št. 8/9, str. 774-88)
- Dejavnost neuvrščenih držav v Oganizaciji združenih narodov (1979; v Generalni skupščini, 1981)
- Vojne med neuvrščenimi državami (Teorija in praksa letnik 26 /1989,  št. 3-4, str. 304-18)
- Mednarodne razsežnosti preureditve Jugoslavije (Teorija in praksa, letnik 27 /1990, št. 8/9, str. 923-35)
- O vprašanju prioritet v zunanji politiki Slovenije (Teorija in praksa, letnik 29 /1992, št. 1/2, str. 3-11)
- Ideje in interesi v zunanji politiki ZDA (Teorija in praksa, let. 29 /1992, št. 11/12, str. 1043-1054)
- Nevtralnost in mednarodni sistemi (Teorija in praksa, let. 30 /1993, št. 11/12, str. 1071-1085) (https://www.dlib.si/details/URN:NBN:SI:doc-HXJBAEY6)
- Mednarodni odnosi in javnost (Javnost = The Public.- Let. 1 /1994, št. 1/2, str. 57-75)
- Začetne dileme in soočanja s politiko (v zborniku Slovenska država, družba in javnost : zbornik ob 35-letnici Fakultete za družbene vede, Univerza v Ljubljani, prispevki za okrogle mize, 27. - 29. november 1996)(COBISS)
- Mesto in funkcije diplomacije v razvoju mednarodne skupnosti (v zborniku Diplomacija in Slovenci, ur. Milan Jazbec, 1998)
- Od Visoke šole za politične vede do Fakultete za sociologijo, politične vede in novinarstvo (FSPN) & Med političnim in akademskim (prispevka v zborniku: Fakulteta za družbene vede: 50 let znanosti o družbi, str. 20-26 in 53-55, 2011)
- Sociologija diplomacije: izhodišča, okvir in študije primerov (prispevek v zborniku, ur. Milan Jazbec, 2012)
- Disposition for a discourse on... The sociology of diplomacy (v zborniku Sociology of diplomacy: initial reading, str. 51-89, ur. Milan Jazbec, Istanbul, 2014)

## Odlikovanja, priznanja in nagrade
- Partizanska spomenica 1941
- zaslužni profesor Univerze v Ljubljani (1979)
- Kidričeva nagrada (1989)
- leta 2002 je prejel srebrni častni znak svobode Republike Slovenije z naslednjo utemeljitvijo: »za znanstveno, raziskovalno in pedagoško delo ter za prispevek k razvoju slovenske družbene znanosti«[3].